# Haldir (mens)
Haldir is een menselijk personage in de wereld van Midden-aarde van J.R.R. Tolkien.
Hij leefde van ongeveer 415 tot 471 Eerste Era en was heer van de Haladin van Brethil. Hij was een vaardig gevechtsman, even vaardig met het zwaard als met de boog. Haldir beantwoordde de oproep van Fingon en leidde een klein detachement van krijgers van Brethil naar de Nirnaeth Arnoediad, waarvan hij niet terugkeerde.

## Familie
Haldir trouwde met Glóredhel, de oudere zus van Galdor, die trouwde met Haldirs zus Hareth. Haldirs vader Halmir had naast hem en Hareth nog een zoon: Hundar en een dochter: Hiril.
Als schoonzoon van Hador zorgde hij voor Hareths zonen Huor en Húrin in Brethil, omdat ze Dorthonion niet veilig genoeg achtten na Dagor Bragollach.